# Chancelle Effa Effa
Chancelle Effa Effa (Le Havre, 14 settembre 2006) è una calciatrice francese, attaccante del Le Havre e della nazionale francese under 19.

## Carriera

### Club
Effa Effa si avvicina al calcio già giovanissima, tesserandosi con il ENT.S. DU Mont Gaillard, club finalizzato allo sviluppo di giovani talenti della sua città natale, Le Havre, rimanendovi per la sola stagione 2014-2015.
Invitata dagli osservatori del Le Havre, nell'estate 2015 si trasferisce al più blasonato club cittadino, iniziando un percorso nelle giovanili che la vedono maturare velocemente tanto da guadagnare la fiducia nelle dirigenza che, in prospettiva, decide di metterla sotto contratto come professionista già all'età di 16 anni, nel dicembre 2022. Nel frattempo, dopo essersi messa in luce sia con la formazione under 16 che con la U19 nel Challenge National féminin 2021-2022 ponendosi, con 7 reti, al vertice della classifica marcatrici del gruppo A nella fase 1, nel corso della stessa stagione viene aggregata alla prima squadra facendo il suo debutto in Division 2 il 3 aprile 2022, rilevando al 79' Nora Coton-Pélagie nella vittoria casalinga per 2-0 sul Brest nella 18ª giornata di campionato. A fine stagione festeggia con le compagne di club il ritorno in Division 1 Féminine dopo un solo anno di cadetteria.
Il tecnico della prima squadra Frédéric Gonçalves le offre l'opportunità di debutto in massima serie inserendola più volte in rosa anche nella stagione 2022-2023, impiegandola pur con minutaggi minimi, in tre occasioni durante il campionato marcando inoltre una presenza in semifinale di Coppa di Francia.
È tuttavia con il cambio di allenatore, con Romain Djoubri che sostituisce Gonçalves passato a dirigere la nazionale femminile haitiana, che Effa Effa si conquista un posto stabile nel reparto d'attacco delle Ciel&Marine. Nella stagione 2023-2024 matura 19 presenze, delle quali 7 partendo titolare, in campionato, siglando 5 reti e fornendo 4 assist decisivi, seconda migliore marcatrice della squadra dopo Inès Benyahia, prestazione che viene sottoscritta dalla società con un prolungamento del contratto fino al 2027 durante la successiva pausa estiva.
L'arrivo del nuovo tecnico Maxime Di Liberto per la stagione successiva non cambia la fiducia nell'attaccante che, pur in turnover, matura 20 presenze in campionato, rinominato dall'edizione 2024-2025 Première Ligue, contribuendo con le sue 3 reti a far raggiungere alla squadra un ottavo posto lontano dalla zona retrocessione.

## Statistiche

### Presenze e reti nei club
Statistiche aggiornate al 17 maggio 2025.
| Stagione        | Squadra         | Campionato      | Campionato | Campionato | Coppe nazionali | Coppe nazionali | Coppe nazionali | Coppe continentali | Coppe continentali | Coppe continentali | Altre coppe | Altre coppe | Altre coppe | Totale | Totale |
| Stagione        | Squadra         | Comp            | Pres       | Reti       | Comp            | Pres            | Reti            | Comp               | Pres               | Reti               | Comp        | Pres        | Reti        | Pres   | Reti   |
| --------------- | --------------- | --------------- | ---------- | ---------- | --------------- | --------------- | --------------- | ------------------ | ------------------ | ------------------ | ----------- | ----------- | ----------- | ------ | ------ |
| 2021-2022       | Le Havre        | D2              | 1          | 0          | CF              | -               | -               | -                  | -                  | -                  | -           | -           | -           | 1      | 0      |
| 2022-2023       | Le Havre        | D1              | 3          | 0          | CF              | 1               | 0               | -                  | -                  | -                  | -           | -           | -           | 4      | 0      |
| 2023-2024       | Le Havre        | D1              | 19         | 5          | CF              | 1               | 0               | -                  | -                  | -                  | -           | -           | -           | 20     | 5      |
| 2024-2025       | Le Havre        | PL              | 20         | 3          | CF              | 2               | 0               | -                  | -                  | -                  | -           | -           | -           | 22     | 3      |
| Totale Le Havre | Totale Le Havre | Totale Le Havre | 43         | 8          | -               | 4               | 0               | -                  | -                  | -                  | -           | -           | -           | 47     | 8      |
| Totale carriera | Totale carriera | Totale carriera | 43         | 8          | -               | 4               | 0               | -                  | -                  | -                  | -           | -           | -           | 47     | 8      |

## Palmarès

### Club
- Campionato francese di seconda divisione: 1

Le Havre: 2021-2021

### Nazionale
- Campionato d'Europa under 17: 1

2023